# エメリー1世・ド・シャテルロー
エメリー1世・ド ・シャテルロー（フランス語：Aimery Ier de Châtellerault, 1075年ごろ - 1151年11月7日）もしくはエメリク1世（フランス語：Aymeric Ier ）は、シャテルロー副伯にしてアキテーヌ公ギヨーム10世妃アエノール・ド・シャテルローの父。 
中世ヨーロッパの歴史の中で最も有名な女君主、フランスとイングランド両国の王妃でありアキテーヌ女公でもあったアリエノール・ダキテーヌの外祖父に当たる。

## 親族
エメリー1世はシャテルロー卿ボソ2世とその妻アリエノール・ド・トゥアールとの間に生まれた。内祖父母はユーグ1世・ド・シャテルローとその妻ジェルベルジュ。外祖父母はトゥアール副伯エメリー4世とアレンガルド・ド・モレオン。
孫娘アリエノールを通じ、エメリー1世は以下多くの君主・貴族の祖先にあたる。 
- イングランド王リチャード1世
- シャンパーニュ伯妃マリー・ド・フランス
- イングランド王ジョン
- ブルターニュ公ジョフロワ2世
- シチリア王妃ジョーン・オブ・イングランド
- エレノア・オブ・イングランド
- マティルダ・オブ・イングランド
- 若ヘンリー王

## 生涯

### 結婚
エメリーは、リル＝ブシャール領主バルテルミーとその妻ジェルベルジュ・ド・ブレゾンの娘アモーベルジュと結婚した。妻アモーベルジュは後に君主ギヨーム9世の愛妾となり、ダンジュルーズ（フランス語：Dangereuse）と称されるようになる。
エメリーは妻との間に少なくとも以下5子をもうけたとされる。
- アエノール（1103年頃 -  1130年3月） - アキテーヌ公ギヨーム10世妃[1]。アキテーヌ女公アリエノール、ペトロニーユ、そしてギヨーム・エグレの母。
- アマブル（1105年 - 没年不明）- タイユフェル家のアングレーム伯ヴュルグラン2世（1140年没）の2人目の妻。
- ユーグ2世（1110年頃 - 1176年） - 父からシャテルロー副伯位を継承[1]。
- ラウル（1112年 - 1185年） - フェイ＝ラ＝ヴィヌーズ領（フランス語版）女子相続人エリザベート・ド・フェイと結婚し、フェイ＝ラ＝ヴィヌーズ領主となった[1]。
- アワ - ピエール＝エリー・ド・ショヴィニーと結婚した。アンドレ・ド・ショヴィニーの母。

フランス王妃となり後にイングランド王妃となった孫娘アリエノール・ダキテーヌは、母方の叔父ユーグとラウルをとても慕っていたと伝えられている。

### 妻誘拐事件
1115年、結婚生活を送り7年経った頃、妻アモーベルジュがアキテーヌ公ギヨーム9世によって寝室から「誘拐」された。アモーベルジュはギヨーム9世が治めるポワティエ伯領の居城敷地内にあるモーベルジョン塔に連れて行かれ、囲われた。そのため、アモーベルジュは「ダンジュルーズ」（ポワトゥー語でダンジュローザ Dangerosa, 危険な女）、あるいは住居モーベルジョン塔にちなんで「モーベルジョンヌ」と呼ばれた。   
このような女性の誘拐は、中世ヨーロッパの貴族社会ではかなり一般的であった。しかし、この一件に関してはアモーベルジュが自ら望んでギヨーム9世に誘拐されたという説も存在する。アキテーヌ公は、その生前の業績が残った知られている史上最初のトルバドゥールであり、当時の女性から大層人気があり、それゆえに多くの女性問題を抱えていることで知られていた。  
アモーベルジュことダンジュルーズは、夫エメリーのもとには戻らず、以降残りの余生を愛妾としてギヨーム9世に寄り添うことを選んだ。この件に関し、エメリーによる抗議の記録はない。それは有力で激しやすい君主の怒りを恐れていたため、エメリーが泣き寝入りする形で事態が収束したとされる。
「誘拐」と不倫に対して訴訟を起こしたのは、アキテーヌ公妃のフィリッパ・ド・トゥールーズである。ダンジュルーズの双方はその所業により、教皇から破門された。
ギヨーム9世は彼の財力と権力を使い（おそらく教皇に多額の金銭などを寄付したとされる）、最終的に教皇と和解し、カトリック教会に破門を撤回させた。
1121年にエメリー1世とダンジュルーズの娘アエノールは、ギヨーム9世の嗣子であるアキテーヌ公ギヨーム10世と結婚した。この縁組は愛妾ダンジュルーズに促されて生じたとされる。
歴史家の見解でも、アキテーヌ公程の権力者が家臣の娘と自分の嫡男を結婚させる利点が特になく、他の理由に見当が付かない。それだけでなく、後のギヨーム10世から見ればアエノールは、母のフィリッパを追い詰めた、憎き父の愛妾の娘であった。
そのような理由にもかかわらず、孫娘アエノールの結婚は後にアリエノール・ダキテーヌの誕生につながり、エメリー1世はヨーロッパで最も有名な君主・貴族たちの先祖となった。